# Nombre p-adique

Les entiers 3-adiques, avec des représentations obtenues par dualité de Pontriaguine.

En mathématiques, et plus particulièrement en théorie des nombres, pour un nombre premier p fixé, les nombres p-adiques forment une extension particulière du corps {\displaystyle \mathbb {Q} } des nombres rationnels, découverte par Kurt Hensel en 1897. Le corps commutatif {\displaystyle \mathbb {Q} _{p}} des nombres p-adiques peut être construit par complétion de {\displaystyle \mathbb {Q} }, d'une façon analogue à la construction des nombres réels par les suites de Cauchy, mais pour une valeur absolue moins familière, nommée valeur absolue p-adique.
Un nombre p-adique peut aussi se concevoir comme une suite de chiffres en base p, éventuellement infinie à gauche de la virgule (mais toujours finie à droite de la virgule), avec une addition et une multiplication qui se calculent comme pour les nombres décimaux usuels. 
La principale motivation ayant donné naissance aux corps des nombres p-adiques était de pouvoir utiliser les techniques des séries entières dans la théorie des nombres, mais leur utilité dépasse maintenant largement ce cadre. De plus, la valeur absolue p-adique sur le corps {\displaystyle \mathbb {Q} _{p}} est une valeur absolue non archimédienne : on obtient sur ce corps une analyse différente de l'analyse usuelle sur les réels, que l'on appelle analyse p-adique.

## Historique et motivation
Une construction algébrique de l'ensemble des nombres p-adiques est découverte par Kurt Hensel en 1897, en cherchant à résoudre des problèmes de théorie des nombres par des méthodes calquant celles de l'analyse réelle ou complexe. En 1914, József Kürschák développe le concept de valuation, obtenant une construction topologique de ces nombres. En 1916, Alexander Ostrowski montre qu'il n'existe pas d'autre complétion de {\displaystyle \mathbb {Q} } que {\displaystyle \mathbb {R} } et {\displaystyle \mathbb {Q} _{p}} (résultat connu sous le nom de théorème d'Ostrowski). En 1920, Helmut Hasse redécouvre les nombres p-adiques, et les utilise pour formuler le principe local-global.

## Construction

### Approche analytique

#### Construction de ℚppar complétion
Fixons un nombre premier p. La valuation p-adique d'un entier relatif a non nul (notée {\displaystyle v_{p}(a)}) est l'exposant de p dans la décomposition de a en produit de facteurs premiers (c'est un cas particulier de valuation discrète). On pose {\displaystyle v_{p}(0)=+\infty }. Par exemple, {\displaystyle v_{11}(2662)=3} car la décomposition de 2662 en facteurs premiers est 2662 = 113 × 2. On étend cette valuation à {\displaystyle \mathbb {Q} } en posant : {\displaystyle v_{p}\left({\frac {a}{b}}\right)=v_{p}(a)-v_{p}(b)}. Cette définition ne dépend pas du représentant choisi pour le rationnel.
On définit la valeur absolue p-adique {\displaystyle |~|_{p}} sur l'ensemble {\displaystyle \mathbb {Q} } par : {\displaystyle |r|_{p}=p^{-v_{p}(r)}} (en particulier, {\displaystyle |0|_{p}=p^{-\infty }=0} : en quelque sorte, plus {\displaystyle r} est divisible par p, plus sa valeur absolue p-adique est petite). Le corps valué {\displaystyle \mathbb {Q} _{p}} des nombres p-adiques muni d'une valeur absolue (encore notée {\displaystyle |~|_{p}}) est alors défini comme le complété du corps valué {\displaystyle (\mathbb {Q} ,|~|_{p})}.

#### Quelques différences entre ℚpet ℝ
Cette construction de {\displaystyle \mathbb {Q} _{p}} permet de le considérer comme un analogue arithmétique de {\displaystyle \mathbb {R} }. Cependant, le monde p-adique se comporte de façon très différente du monde réel.
- {\displaystyle \mathbb {Q} _{p}} n'est pas un corps totalement ordonnable (voir infra).
- Dans {\displaystyle \mathbb {Q} _{p}}, la suite {\displaystyle \left(p^{n}\right)} tend vers {\displaystyle 0} et la suite {\displaystyle \left(1/q^{n}\right)}, pour {\displaystyle q} premier différent de {\displaystyle p}, n'a pas de limite (la suite  {\displaystyle \left(q^{n}\right)} n'a pas de limite non plus, d'ailleurs).
- Puisque la valeur absolue sur {\displaystyle \mathbb {Q} } est définie à partir d'une valuation, la valeur absolue sur le complété {\displaystyle \mathbb {Q} _{p}} est, elle aussi, ultramétrique, si bien que la distance associée est une distance ultramétrique.
Ceci a pour conséquences, entre autres, que  :
  - dans {\displaystyle \mathbb {Q} _{p}}, une série converge si et seulement si son terme général tend vers 0 ;
  - l'espace topologique {\displaystyle \mathbb {Q} _{p}} est de dimension 0 (c'est-à-dire qu'il possède une base d'ouverts-fermés) donc totalement discontinu (c'est-à-dire que chaque singleton est sa propre composante connexe) ;
  - etc.
- Dans {\displaystyle \mathbb {Q} _{p}}, si une suite {\displaystyle (u_{n})} converge vers un élément non nul, alors {\displaystyle \left(|u_{n}|_{p}\right)} est constante à partir d'un certain rang.
- {\displaystyle \mathbb {Z} } n'est pas fermé dans {\displaystyle \mathbb {Q} _{p}} (cf. paragraphe suivant).

#### Constructions de ℤp
{\displaystyle \mathbb {Q} _{p}} est le corps des fractions de son anneau de valuation (les nombres p-adiques de valuation positive ou nulle), noté {\displaystyle \mathbb {Z} _{p}} et appelé l'anneau des entiers p-adiques. Ce sous-anneau de {\displaystyle \mathbb {Q} _{p}} est l'adhérence de {\displaystyle \mathbb {Z} }. On aurait donc pu le construire directement comme l'anneau complété de {\displaystyle \mathbb {Z} }.

#### Les valuations sur ℚ
Ostrowski a démontré que toute valeur absolue non triviale sur {\displaystyle \mathbb {Q} } est équivalente soit à la valeur absolue usuelle {\displaystyle |~|_{\infty }}, soit à une valeur absolue p-adique. {\displaystyle |~|_{p}} est dite normalisée (on pourrait prendre {\displaystyle a^{-v_{p}(r)}} pour un réel {\displaystyle a>1} autre que {\displaystyle p} : on obtiendrait une distance associée uniformément équivalente). L'avantage de la normalisation est la « formule du produit » {\displaystyle |r|_{\infty }\prod _{p}|r|_{p}=1} pour tout rationnel {\displaystyle r} non nul. Cette formule montre que les valeurs absolues sur {\displaystyle \mathbb {Q} } (à équivalence près) ne sont pas indépendantes.
Par exemple, pour {\displaystyle r={3 \over 50}=2^{-1}\cdot 3\cdot 5^{-2}} : {\displaystyle |r|_{p}=1} pour {\displaystyle p>5} et {\displaystyle |r|_{\infty }|r|_{2}|r|_{3}|r|_{5}=r\cdot 2\cdot 3^{-1}\cdot 5^{2}=1}.

### Approche algébrique
Dans cette approche, on commence par définir l'anneau intègre {\displaystyle \mathbb {Z} _{p}} des entiers p-adiques, puis on définit le corps {\displaystyle \mathbb {Q} _{p}} des nombres p-adiques comme le corps des fractions de cet anneau.
On définit l'anneau {\displaystyle \mathbb {Z} _{p}} comme la limite projective des anneaux {\displaystyle \mathbb {Z} /p^{n}\mathbb {Z} }, où le morphisme {\displaystyle {\begin{cases}\mathbb {Z} /p^{n+1}\mathbb {Z} \to \mathbb {Z} /p^{n}\mathbb {Z} \\a+p^{n+1}\mathbb {Z} \mapsto a+p^{n}\mathbb {Z} \end{cases}}} est la "réduction modulo {\displaystyle p^{n}}". Un entier p-adique est donc une suite {\displaystyle (a_{n})_{n\geq 1}} telle que pour tout n ≥ 1 :
On démontre alors que cet anneau est isomorphe à celui construit dans l'« approche analytique » (voir supra) et l'est même en tant qu'anneau topologique, vu comme sous-anneau (compact) du produit des anneaux discrets {\displaystyle \mathbb {Z} /p^{n}\mathbb {Z} }.
Le morphisme canonique de {\displaystyle \mathbb {Z} } dans {\displaystyle \mathbb {Z} _{p}} est injectif car {\displaystyle 0} est le seul entier divisible par toutes les puissances de {\displaystyle p}.
Par exemple, 7 en tant que nombre 2-adique serait la suite (1, 3, 7, 7, 7, 7, 7, …).
Toute suite {\displaystyle (a_{n})} dont le premier élément n'est pas nul a un inverse dans {\displaystyle \mathbb {Z} _{p}} car p est l'unique élément premier de l'anneau (c'est un anneau de valuation discrète) ; c'est l'absence de cette propriété qui rendrait la même construction sans intérêt (algébrique) si l'on prenait pour p un nombre composé.
Par exemple, l'inverse de 7 dans {\displaystyle \mathbb {Z} _{2}} est la suite (1, 3, 7, 7, 23, 55,...), où l'on remarque par exemple que 7×55 ≡ 1 mod 26.
On peut remarquer[réf. souhaitée] que {\displaystyle \mathbb {Z} _{p}} contient donc l'anneau obtenu en adjoignant à {\displaystyle \mathbb {Z} } tous les inverses des nombres premiers sauf p (ce sous-anneau est un anneau local, le localisé de {\displaystyle \mathbb {Z} } en p).
Puisque de plus {\displaystyle p} n'est pas un diviseur de zéro dans {\displaystyle \mathbb {Z} _{p}}, le corps {\displaystyle \mathbb {Q} _{p}} s'obtient en adjoignant simplement à l'anneau {\displaystyle \mathbb {Z} _{p}} un inverse pour p, ce que l'on note {\displaystyle \mathbb {Q} _{p}=\mathbb {Z} _{p}\left[{\tfrac {1}{p}}\right]} (anneau engendré par {\displaystyle \mathbb {Z} _{p}} et {\displaystyle {\tfrac {1}{p}}}, donnant les expressions polynomiales en {\displaystyle {\tfrac {1}{p}}}, analogue de la construction des nombres décimaux {\displaystyle \mathbb {D} =\mathbb {Z} \left[{\tfrac {1}{10}}\right]}).

## Calculs dans ℚp

### Décomposition canonique de Hensel
D'après ce qui précède, tout élément non nul {\displaystyle r} de {\displaystyle \mathbb {Q} _{p}} s'écrit de manière unique comme une série (automatiquement convergente pour la métrique p-adique) de la forme :
{\displaystyle r=\sum _{i=k}^{\infty }b_{i}p^{i}}
où {\displaystyle k} est un entier relatif et où les {\displaystyle b_{i}} sont des nombres entiers compris entre {\displaystyle 0} et {\displaystyle p-1}, {\displaystyle b_{k}} étant non nul. Cette écriture est la décomposition canonique de {\displaystyle r} comme nombre p-adique. Elle se déduit immédiatement du cas {\displaystyle r\in \mathbb {Z} _{p}}, c.-à-d. {\displaystyle k\in \mathbb {N} } : si {\displaystyle r=(a_{n})\in \varprojlim {\mathbb {Z} /p^{n}\mathbb {Z} }}, la donnée des {\displaystyle b_{i}} équivaut à celle des {\displaystyle a_{n}} puisque {\displaystyle a_{n}\equiv \sum _{k\leq i<n}b_{i}p^{i}\mod p^{n}}. On peut donc représenter un entier p-adique par une suite infinie vers la gauche de chiffres en base p, tandis que les autres éléments de {\displaystyle \mathbb {Q} _{p}}, eux, auront en plus un nombre fini de chiffres à droite de la virgule. Cette écriture fonctionne en somme à l'inverse de ce qu'on a l'habitude de rencontrer dans l'écriture des nombres réels.
Par exemple, avec {\displaystyle p=2} :
- {\displaystyle 1=1\times 2^{0}=\ldots 000001_{2}=1_{2}} (pour tout entier naturel, le développement 2-adique est simplement le développement en base 2) ;
- {\displaystyle \ldots 111111_{2}=\sum _{i=0}^{\infty }2^{i}=-1} (dans {\displaystyle \mathbb {Z} _{2}}, toute série géométrique de premier terme {\displaystyle a} et de raison {\displaystyle 2} converge vers {\displaystyle {\frac {a}{1-2}}=-a}, car {\displaystyle |2|_{2}=2^{-1}<1}) ;
- de même (puisque {\displaystyle |4|_{2}=2^{-2}}) {\displaystyle \ldots 01010101011_{2}=1+\sum _{n=0}^{\infty }2^{2n+1}=1+{\frac {2}{1-4}}={\frac {1}{3}}}.

### Algorithmes utilisant les décompositions de Hensel
- L'addition est tout à fait similaire à celle de {\displaystyle \mathbb {R} }, avec le même système de retenues :

Exemple : dans {\displaystyle \mathbb {Q} _{5}}
{\displaystyle {\begin{array}{cccccccc}&\ldots &3&3&3&2&4&{1_{5}}\\+&\ldots &1&1&1&1&4&{2_{5}}\\\hline &\ldots &4&4&4&4&3&{3_{5}}\end{array}}}
- On en déduit aisément une formule pour l'opposé : puisque, dans {\displaystyle \mathbb {Q} _{5}},

{\displaystyle {\begin{array}{cccccccc}&\ldots &3&3&3&2&4&{1_{5}}\\+&\ldots &1&1&1&2&0&{4_{5}}\\\hline &\ldots &0&0&0&0&0&{0_{5}}\end{array}}},
c'est que 
{\displaystyle -\ldots 333241=\ldots 111204} dans {\displaystyle \mathbb {Q} _{5}}. De même, {\displaystyle -1=\ldots 44444_{5}} (on peut vérifier que, puisque {\displaystyle 4_{5}+1_{5}=10_{5}}, ajouter {\displaystyle 1} à {\displaystyle \ldots 44444_{5}} conduit à décaler une retenue tout le long de l'écriture, pour finalement donner 0).
- La multiplication se fait de façon analogue :

Exemple 1 : dans {\displaystyle \mathbb {Q} _{5}}
{\displaystyle {\begin{array}{ccccc}&&1&4&{3_{5}}\\\times &&&3&{2_{5}}\\\hline &&3&4&{1_{5}}\\1&0&3&4&{\cdot _{5}}\\\hline 1&1&2&3&{1_{5}}\end{array}}}
Exemple 2 : de même, dans {\displaystyle \mathbb {Q} _{3}}
{\displaystyle {\begin{array}{ccccccccc}&\ldots &0&2&0&2&0&2&{1_{3}}\\\times &&&&&&&1&{1_{3}}\\\hline &\ldots &0&2&0&2&0&2&{1_{3}}\\&\ldots &2&0&2&0&2&1&{\cdot _{3}}\\\hline &\ldots &0&0&0&0&0&0&{1_{3}}\end{array}}},
ce qui montre que {\displaystyle \ldots 0202021_{3}={\frac {1}{4}}}.
- La division de deux entiers demande une analyse plus algébrique.

Exemple 1 : Écrivons {\displaystyle {1 \over 3}} dans {\displaystyle \mathbb {Q} _{7}}. Remarquons tout d'abord que {\displaystyle {1 \over 3}\in \mathbb {Z} _{7}} car sa valuation 7-adique est 0. Ainsi {\displaystyle {1 \over 3}=\ldots a_{2}a_{1}a_{0}} avec {\displaystyle 0\leqslant a_{i}<7}.
3 est inversible modulo 7 puisque {\displaystyle 3\times 5=1\ +\ 2\times 7\equiv 1[7]}. Ceci permet d'ailleurs d'écrire la relation de Bézout suivante :
{\displaystyle 1=3\times 5\ -\ 7\times 2\qquad (*)}
d'où :
{\displaystyle {1 \over 3}=5+7\times {\frac {-2}{3}}} et à ce stade on a : {\displaystyle {1 \over 3}=\ldots a_{2}a_{1}5}.
Continuons et multiplions {\displaystyle (*)} par -2 :
{\displaystyle -2=3\times (-10)+7\times (4)}
et arrangeons pour obtenir des coefficients entre 0 et 6 :
{\displaystyle -2=3\times (4-2\times 7)+7\times (4)=3\times 4\ +\ 7\times (4-3\times 2)}
d'où :
{\displaystyle {\frac {-2}{3}}=4+7\times {\frac {-2}{3}}} et on observe une périodicité puisqu'on retombe sur {\displaystyle {\frac {-2}{3}}}.
Au bilan : {\displaystyle {1 \over 3}=5+7\times {\frac {-2}{3}}=5+7\times \left(4+7\times \left(4+7\times \ldots \right)\right)} c'est-à-dire :
{\displaystyle {1 \over 3}=5+4\times 7+4\times 7^{2}+\ldots }
d'où l'écriture 7-adique :
{\displaystyle {1 \over 3}=\ldots 4445_{7}}.
Exemple 2 : Écrivons {\displaystyle {4 \over 21}} dans {\displaystyle \mathbb {Q} _{7}}. On sait que {\displaystyle {4 \over 21}\notin \mathbb {Z} _{7}} car sa valuation 7-adique est –1 : ce sera donc un nombre 7-adique « à virgule ».
On écrit : {\displaystyle {4 \over 21}={1 \over 7}\times \left(4\times {1 \over 3}\right)}
Or on sait que {\displaystyle {1 \over 3}=\ldots 4445_{7}} donc en multipliant par 4 :
{\displaystyle {4 \over 3}=4\times \ldots 4445_{7}=\ldots 44446_{7}}.
Il ne reste plus qu'à diviser par 7, mais ceci revient à décaler la virgule vers la gauche (on est en base 7) :
{\displaystyle {4 \over 21}=\ldots 4444{,}6}.
Exemple 3 : Calcul de {\displaystyle 1 \over 9} dans {\displaystyle \mathbb {Q} _{5}}. On sait (théorème d'Euler) que 9 divise {\displaystyle 5^{6}-1}, et de fait {\displaystyle 5^{6}-1=15624=9\times }1736, et {\displaystyle 1736=1+2\times 5+4\times 25+3\times 125+2\times 625=23421_{5}} ; on a donc {\displaystyle {1 \over 9}={\frac {-1736}{1-5^{6}}}=-1736\left(1+5^{6}+5^{12}+5^{18}+\dots \right)=-\ldots 1023421023421_{5}} et finalement {\displaystyle {1 \over 9}=\ldots 3421023421024_{5}}.
- La résolution d'équations algébriques utilise de manière essentielle le lemme de Hensel ; celui-ci affirme en particulier que si un polynôme à coefficients dans {\displaystyle \mathbb {Z} _{p}} possède une racine simple dans {\displaystyle \mathbb {Z} _{p}/p\mathbb {Z} _{p}\simeq \mathbb {Z} /p\mathbb {Z} }, il en possède une dans {\displaystyle \mathbb {Z} _{p}}.
  - Ainsi, 2 admet deux racines carrées dans {\displaystyle \mathbb {Z} /7\mathbb {Z} } (à savoir 3 et 4) ; il en possède donc deux (opposées) dans {\displaystyle \mathbb {Z} _{7}}. Partant de {\displaystyle u_{0}=3}, la méthode de Newton appliquée au polynôme {\displaystyle X^{2}-2} (c'est-à-dire la suite définie par {\displaystyle u_{n+1}=u_{n}-{\frac {u_{n}^{2}-2}{2u_{n}}}}) donne {\displaystyle u_{2}=193/132}, qui est dans {\displaystyle \mathbb {Z} _{7}} une valeur approchée d'une racine de 2 à {\displaystyle 7^{4}} près ; on en déduit les valeurs approchées des racines, {\displaystyle \ldots 213_{7}} et {\displaystyle \ldots 454_{7}} ; on aurait pu aussi les obtenir chiffre par chiffre, en résolvant successivement les équations {\displaystyle (3+7x)^{2}=2\mod 7^{2}}, d'où {\displaystyle x=1}, puis {\displaystyle (10+49y)^{2}=2\mod 7^{3}}, etc.[9],[7].
  - Plus généralement, si {\displaystyle p>2} alors pour tous {\displaystyle a,b\in \mathbb {Z} _{p}} avec {\displaystyle b} non divisible par {\displaystyle p}, {\displaystyle b^{2}+pa} admet deux racines carrées dans {\displaystyle \mathbb {Z} _{p}}.
  - De même, avec {\displaystyle p} premier quelconque, si {\displaystyle a,b\in \mathbb {Z} _{p}} et {\displaystyle b} non divisible par {\displaystyle p} alors le polynôme {\displaystyle P(X)=aX^{2}+bX+p} admet une racine dans {\displaystyle \mathbb {Z} _{p}}. Puisque {\displaystyle 4aP(X)=(2aX+b)^{2}-(b^{2}-4ap)}, ceci prouve que {\displaystyle b^{2}-4ap} est un carré dans {\displaystyle \mathbb {Z} _{p}}[10].

## Propriétés

### Non-dénombrabilité
Les ensembles {\displaystyle \mathbb {Z} _{p}} et {\displaystyle \mathbb {Q} _{p}} sont équipotents et non dénombrables. Plus précisément, ils ont la puissance du continu, car la décomposition de Hensel ci-dessus fournit une bijection de {\displaystyle \{0,1,2,\dots ,p-1\}^{\mathbb {N} }} dans {\displaystyle \mathbb {Z} _{p}} et une surjection de {\displaystyle \mathbb {Z} \times \{0,1,2,\dots ,p-1\}^{\mathbb {N} }} dans {\displaystyle \mathbb {Q} _{p}}.

### Propriétés algébriques
Un nombre p-adique est rationnel si, et seulement si, sa décomposition de Hensel {\displaystyle \sum _{i=k}^{\infty }b_{i}p^{i}} est périodique à partir d'un certain rang, c'est-à-dire s'il existe deux entiers {\displaystyle N\geq k} et {\displaystyle r>0} tels que {\displaystyle \forall n\geq N,b_{n+r}=b_{n}}. Par exemple, l'entier p-adique {\displaystyle \sum _{j=0}^{\infty }p^{2^{j}}} n'est pas dans {\displaystyle \mathbb {Q} }.
Le corps {\displaystyle \mathbb {Q} _{p}} contient {\displaystyle \mathbb {Q} } donc sa caractéristique est nulle.
Il n'est cependant pas totalement ordonnable puisque (voir supra) 1 – 4p est un carré dans {\displaystyle \mathbb {Z} _{p}}.
Pour p et q premiers distincts, les corps {\displaystyle \mathbb {Q} _{p}} et {\displaystyle \mathbb {Q} _{q}} ne sont pas isomorphes, puisque q2 – pq n'est pas un carré dans {\displaystyle \mathbb {Q} _{q}} (sa valuation q-adique n'étant pas divisible par 2) mais est un carré dans {\displaystyle \mathbb {Q} _{p}} si p > 2 (voir supra).
La structure du groupe multiplicatif {\displaystyle \mathbb {Z} _{p}^{\times }} des « unités p-adiques » (le groupe des inversibles de l'anneau {\displaystyle \mathbb {Z} _{p}}) et celle du groupe {\displaystyle \mathbb {Q} _{p}^{\times }} sont données par :
On en déduit que :
- un nombre p-adique u appartient à {\displaystyle \mathbb {Z} _{p}^{\times }} si et seulement si {\displaystyle u^{p-1}} a une racine n-ième dans {\displaystyle \mathbb {Q} _{p}} pour une infinité d'entiers n[15]. Ceci permet de montrer[16] quele corps {\displaystyle \mathbb {Q} _{p}} n'a pas d'automorphismes non triviaux ;
- pour p ≠ 2, le groupe des racines de l'unité dans {\displaystyle \mathbb {Q} _{p}} est cyclique d'ordre p – 1 (par exemple, le 12e corps cyclotomique est un sous-corps de {\displaystyle \mathbb {Q} _{13}}). On retrouve ainsi, au moins pour p – 1 > 2, que le corps {\displaystyle \mathbb {Q} _{p}} n'est pas totalement ordonnable et, au moins pour {\displaystyle \{p,q\}\neq \{2,3\}}, que[17] si p et q sont distincts alors {\displaystyle \mathbb {Q} _{p}} et {\displaystyle \mathbb {Q} _{q}} ne sont pas isomorphes.

La clôture algébrique {\displaystyle \mathbb {Q} _{p}^{a}} de {\displaystyle \mathbb {Q} _{p}} est de degré infini (contrairement à celle de {\displaystyle \mathbb {R} }, qui est une extension quadratique). Il existe d'ailleurs dans {\displaystyle \mathbb {Q} _{p}[X]} des polynômes irréductibles en tout degré {\displaystyle n>0} : par exemple le polynôme d'Eisenstein {\displaystyle X^{n}-p}, et même un polynôme unitaire de degré n à coefficients dans {\displaystyle \mathbb {Z} _{p}} et irréductible modulo p. Ce degré est dénombrable, puisque c'est une extension algébrique, donc réunion de ses sous-extensions finies, lesquelles sont en nombre fini pour chaque degré d'après le lemme de Krasner.
Le corps {\displaystyle \mathbb {Q} _{p}^{a}} est, en supposant l'axiome du choix AC, isomorphe au corps {\displaystyle \mathbb {C} } des nombres complexes, puisque (avec AC, et à isomorphisme près) en tout cardinal infini non dénombrable, il n'y a qu'un corps algébriquement clos de caractéristique 0. Inversement, la non-existence d'un plongement de {\displaystyle \mathbb {Q} _{p}} dans {\displaystyle \mathbb {C} } est cohérente avec la théorie des ensembles sans l'axiome du choix.

### Propriétés topologiques
Muni de la distance p-adique, {\displaystyle \mathbb {Z} _{p}} s'identifie naturellement à l'espace métrique produit {\displaystyle \{0,1,2,\dots ,p-1\}^{\mathbb {N} }} (compact donc complet). Pour tout réel B > p, l'application {\displaystyle \{0,1,2,\dots ,p-1\}^{\mathbb {N} }\to \mathbb {R} ,\;(b_{i})\mapsto \sum _{i=0}^{\infty }b_{i}B^{-i}} est un homéomorphisme de {\displaystyle \mathbb {Z} _{p}} sur son image {\displaystyle E_{0}\subset \mathbb {R} }, et {\displaystyle \mathbb {Z} _{p}} est — comme {\displaystyle E_{0}} — homéomorphe à l'espace de Cantor, d'après un théorème de Brouwer qui caractérise topologiquement ce dernier.
L'espace métrique {\displaystyle \mathbb {Q} _{p}} (complet par construction) est un espace localement compact (car le compact {\displaystyle \mathbb {Z} _{p}} est un ouvert contenant {\displaystyle 0}), naturellement homéomorphe, pour tout B > p, à l'ensemble {\displaystyle E=\cup _{n\in \mathbb {N} }B^{n}E_{0}\subset \mathbb {R} } (où {\displaystyle E_{0}} est défini ci-dessus). Le compactifié d'Alexandrov de {\displaystyle \mathbb {Q} _{p}} est à nouveau — comme E ∪ {+∞} ⊂ ℝ — homéomorphe à l'espace de Cantor.
La clôture algébrique {\displaystyle \mathbb {Q} _{p}^{a}} de {\displaystyle \mathbb {Q} _{p}} n'est pas localement compacte : cela équivaut au fait qu'elle est de degré infini. Puisque ce degré est ℵ₀, elle n'est même pas complète. Son complété {\displaystyle {\widehat {\mathbb {Q} _{p}^{a}}}} est appelé le corps de Tate et noté {\displaystyle \mathbb {C} _{p}} (ou parfois {\displaystyle \Omega _{p}}). Il est algébriquement clos (donc algébriquement isomorphe à {\displaystyle \mathbb {C} }, comme {\displaystyle \mathbb {Q} _{p}^{a}}) et son degré de transcendance sur {\displaystyle \mathbb {Q} _{p}} est 2ℵ₀.
Les seules fonctions réelles de dérivée nulle sont les fonctions constantes. Cela n'est pas vrai sur {\displaystyle \mathbb {Q} _{p}}. Par exemple, la fonction
{\displaystyle \mathbb {Q} _{p}\to \mathbb {Q} _{p},\,x\longmapsto \left\{{\begin{matrix}|x|_{p}^{-2}&{\mbox{si }}x\neq 0,\\0&{\mbox{si }}x=0\end{matrix}}\right.}
possède une dérivée nulle en tous points, mais n'est même pas localement constante en 0.
Pour tous {\displaystyle r,r_{2},r_{3},r_{5},r_{7}\ldots } appartenant respectivement à {\displaystyle \mathbb {R} ,\mathbb {Q} _{2},\mathbb {Q} _{3},\mathbb {Q} _{5},\mathbb {Q} _{7}\ldots }, il existe une suite dans {\displaystyle \mathbb {Q} } qui converge vers {\displaystyle r} dans {\displaystyle \mathbb {R} } et vers {\displaystyle r_{p}} dans {\displaystyle \mathbb {Q} _{p}} pour tout {\displaystyle p} premier. 

## Extensions et applications
Le nombre e (défini par la série {\displaystyle \sum 1/n!}) n'appartient à aucun des corps p-adiques. Cependant, en conservant la définition {\displaystyle \mathrm {e} ^{x}=\sum _{n\in \mathbb {N} }x^{n}/n!}, on peut montrer que {\displaystyle \mathrm {e} ^{4}\in \mathbb {Q} _{2}} et que, si {\displaystyle p\neq 2}, alors {\displaystyle \mathrm {e} ^{p}\in \mathbb {Q} _{p}}. Dès lors, il devient a priori possible de définir, pour tout {\displaystyle p}, e comme une racine p-ième de e p. Un tel nombre n'appartient toutefois pas à {\displaystyle \mathbb {Q} _{p}} mais à sa clôture algébrique {\displaystyle {\overline {\mathbb {Q} _{p}}}} (et donc à son complété {\displaystyle \mathbb {C} _{p}}), et l'exponentielle ainsi définie dépend de la racine choisie. Plus généralement, il est possible de définir dans le corps de Tate une fonction exponentielle p-adique, qui cependant ne possède pas d'aussi bonnes propriétés que l'exponentielle complexe. En particulier, elle ne fait apparaître aucun analogue du nombre {\displaystyle 2\pi \mathrm {i} } ; cette situation a été résolue par Jean-Marc Fontaine, qui a construit en 1982 l'anneau des « nombres complexes p-adiques » (en) {\displaystyle {\bf {B_{dR}^{+}}}}(prononcer « {\displaystyle {\bf {B}}} de Rham »).
Une des premières applications des nombres p-adiques a été l'étude de formes quadratiques sur les rationnels ; ainsi, en particulier, le théorème de Minkowski-Hasse affirme qu'une telle forme a des solutions rationnelles (non triviales) si et seulement si elle en a dans tous les corps {\displaystyle \mathbb {Q} _{p}}, ainsi que dans {\displaystyle \mathbb {R} }.